# أكاديمية كروسكا
أكاديمية كروسكا (بالإنجليزية: Accademia della Crusca) هي مجتمع مقره في فلورنسا من علماء اللغويات وعلم اللغة الإيطالي. وهي واحدة من أهم المؤسسات البحثية للغة الإيطالية، وكذلك أقدم أكاديمية لغوية في العالم.

## تاريخ
تأسست الأكاديمية في فلورنسا عام 1583 ومنذ ذلك الحين تميزت بجهودها للحفاظ على نقاء اللغة الإيطالية. كروسكا التي تعني نخالة باللغة الإيطالية تساعد في نقل الاستعارة القائلة بأن عملها يشبه التذرية كما يفعل شعارها أيضًا الذي يصور غربالًا لتصفية الكلمات والتراكيب الفاسدة (حيث يفصل النخالة عن القمح). شعار الأكاديمية هو (Il più bel fior ne coglie) (إنها تجمع أجمل زهرة) وهو سطر شهير للشاعر الإيطالي فرانشيسكو بتراركا. في عام 1612 نشرت الأكاديمية الطبعة الأولى من قاموسها (Vocabolario degli Accademici della Crusca)، الذي كان بمثابة نموذج لأعمال مماثلة باللغات الفرنسية والإسبانية والألمانية والإنجليزية.
الأكاديمية عضو في الاتحاد الأوروبي للمعاهد اللغوية الوطنية.